# ORM-11984
ORM-11984 är en selektiv androgen receptormodulerare (SARM) som utvecklades under 2000-talet av Orion Corporation i Åbo, Finland. Denna androgena receptoragonist togs fram till behandling av osteopeni och de första testerna av preparatet som utfördes år 2011 på råttor, gav positiva resultat. ORM-11984 visade sig vara lika effektivt eller ännu mer effektivt än alendronsyra och dihydrotestosteron utan att orsaka allvarlig överproduktion av dihydrotestosteron. Vid senare tester år 2015 visade sig preparatet inte besitta några anabola egenskaper och dos-responssambandet visade sig vara lågt. ORM-11984 har ännu inte testats på människor, och inga offentligt publicerade studier har gjorts sedan 2015.